# Saison 1 de Revolution
Chronologie
Saison 2
Cet article présente les vingt épisodes de la première saison de la série télévisée américaine Revolution.

## Synopsis
Quinze ans après un blackout qui toucha toute la planète, des personnages luttent pour survivre et retrouver leurs proches dans un monde où toute forme d’énergie électrique a mystérieusement disparu et qui est dirigé par des milices.

## Distribution

### Acteurs principaux
- Billy Burke (VF : Pierre Tessier) : Miles Matheson
- Tracy Spiridakos (VF : Nastassja Girard) : Charlotte « Charlie » Matheson
- Elizabeth Mitchell (VF : Dominique Vallée) : Rachel Matheson
- Graham Rogers (VF : Brice Ournac) : Danny Matheson (saison 1)
- Zak Orth (VF : Bruno Magne) : Aaron Pittman
- Daniella Alonso (VF : Anne Tilloy) : Nora Clayton (à partir de l'épisode 2 de la saison 1)
- Giancarlo Esposito (VF : Gilles Morvan) : le capitaine Tom Neville
- J. D. Pardo (VF : Jean-François Cros) : Jason Neville (connu avec le faux nom de Nate Walker au début de la série)
- David Lyons (VF : Rémi Bichet) : Sebastian « Bass » Monroe
- Tim Guinee (VF : Pierre-François Pistorio) : Ben Matheson
- Anna Lise Phillips (en) (VF : Hélène Bizot) : Maggie Foster (épisodes 1 à 4)

### Acteurs récurrents
- Maria Howell (VF : Odile Schmitt) : Grace Beaumont
- Kim Raver (VF : Juliette Degenne) : Julia, la femme de Tom Neville
- Colm Feore (VF : Edgar Givry) : Randall Flynn
- Mark Pellegrino (VF : Guillaume Lebon) : capitaine Jeremy Baker
- David Meunier (VF : Roland Timsit) : sergent Will Strausser
- Ric Reitz : colonel John Faber
- Maureen Sebastian (VF : Marie-Eugénie Maréchal) : Priscilla, la femme de Aaron Pittman
- Conor O'Farrell : Bradley Jaffe
- Leslie Hope (VF : Véronique Augereau) : Kelly Foster, présidente de la fédération Georgie
- Malik Yoba (VF : Pascal Germain)
- Jade Pettyjohn : Charlie Matheson (11 ans)

### Invités
- C. Thomas Howell : Jacob (épisode 2)
- Michael Mosley : Richards (épisode 3)
- Derek Webster : Nicholas (épisode 3)
- Michael Bowen : Ray Kinsey (épisode 4)
- Jeff Fahey : Ken Hutchinson (épisode 5)
- Maureen Sebastian : Priscilla Pittman (épisode 6)
- David Andrews : Bill O'Halloran (épisode 6)
- Todd Stashwick : Drexel (épisode 6)
- Colin Ford : Michael (épisode 7)
- Conor O'Farrell : Dr. Bradley Jaffe (épisode 7)
- Joshua Cox (de) : lieutenant Slotnick (épisode 7)
- Alyssa Diaz : Mia Clayton (épisode 8)
- Lacey Ellison : Nora jeune (épisode 8)
- Reed Diamond (VF : Philippe Bozo) : sergent Joseph Wheatley (épisode 9)
- Glynn Turman : le major David Kipling (épisode 10)
- Leland Orser (VF : William Coryn) : John Sanborn (épisodes 11, 12 et 18)
- Patrick St. Esprit (VF : Philippe Vincent) : Wayne Ramsey (épisodes 11, 12 et 18)
- Annie Wersching : Emma (épisodes 15 et 16)
- Timothy Busfield : Dr Ethan Camp (épisode 16)
- Ramon Fernandez (VF : Stéphane Pouplard) : le major Franklin (épisodes 18, 19 et 20)

## Production

### Développement
Le 2 octobre 2012, NBC a commandé une saison complète de vingt-deux épisodes.
Le 30 octobre 2012, NBC a annoncé que la série prendra une pause hivernale et reviendra le 25 mars 2013 après le dixième épisode.
Le 6 janvier 2013, Bob Greenblatt, le directeur de NBC, annonça que la deuxième partie de la saison ne compterait « que dix épisodes au lieu des douze initialement annoncés », portant la série à un total de vingt épisodes.

### Casting
En février puis mars 2013, les acteurs Timothy Busfield et Ramon Fernandez ont obtenu un rôle le temps d'un épisode.

### Diffusions
Aux États-Unis, la saison a été diffusée du 17 septembre 2012 au 3 juin 2013 sur NBC et en simultané sur Citytv, au Canada.
La diffusion francophone va se dérouler ainsi :
- Au Québec, elle a été diffusée du 17 septembre 2013 au 14 mars 2014 sur le réseau V[6] ;
- En Belgique, depuis le 1er décembre 2013 sur La Deux ;
- En France, depuis le 25 avril 2014 sur NT1[7].

## Liste des épisodes

### Épisode 1:Blackout
- États-Unis /  Canada : 17 septembre 2012 sur NBC[8] / Citytv
- Québec : 17 septembre 2013 sur V[9]
- Belgique : 1er décembre 2013 sur La Deux[réf. souhaitée]
- France : 25 avril 2014 sur NT1
- Suisse : indéterminée

- États-Unis : 11,65 millions de téléspectateurs[10] (première diffusion)
- Canada : 1 million de téléspectateurs[11] (première diffusion)
- France : 780 000 téléspectateurs[12] (première diffusion)

### Épisode 2:La Captive
- États-Unis /  Canada : 24 septembre 2012 sur NBC / Citytv
- Québec : 24 septembre 2013 sur V
- Belgique : 1er décembre 2013 sur La Deux
- France : 25 avril 2014 sur NT1

- États-Unis : 9,21 millions de téléspectateurs[13] (première diffusion)
- Canada : 719 000 téléspectateurs[14] (première diffusion)
- France : 760 000 téléspectateurs[12] (première diffusion)

### Épisode 3:Sans merci
- États-Unis /  Canada : 1er octobre 2012 sur NBC / Citytv
- Québec : 1er octobre 2013 sur V
- Belgique : 1er décembre 2013 sur La Deux
- France : 25 avril 2014 sur NT1

- États-Unis : 8,32 millions de téléspectateurs[15] (première diffusion)
- France : 770 000 téléspectateurs[12] (première diffusion)

### Épisode 4:Aux abois
- États-Unis /  Canada : 8 octobre 2012 sur NBC / Citytv
- Québec : 8 octobre 2013 sur V
- Belgique : 8 décembre 2013 sur La Deux
- France : 25 avril 2014 sur NT1

- États-Unis : 8,01 millions de téléspectateurs[16] (première diffusion)
- France : 600 000 téléspectateurs[12] (première diffusion)

### Épisode 5:L'Attaque du train
- États-Unis /  Canada : 15 octobre 2012 sur NBC / Citytv
- Québec : 15 octobre 2013 sur V
- Belgique : 8 décembre 2013 sur La Deux
- France : 2 mai 2014 sur NT1

- États-Unis : 8,61 millions de téléspectateurs[17] (première diffusion)
- France : 567 000 téléspectateurs[18] (première diffusion)

### Épisode 6:Demande d'asile
- États-Unis /  Canada : 29 octobre 2012 sur NBC / Citytv
- Québec : 22 octobre 2013 sur V
- Belgique : 8 décembre 2013 sur La Deux
- France : 2 mai 2014 sur NT1

- États-Unis : 7,9 millions de téléspectateurs[19] (première diffusion)
- France : 500 000 téléspectateurs[18] (première diffusion)

### Épisode 7:Les Enfants soldats
- États-Unis /  Canada : 5 novembre 2012 sur NBC / Citytv
- Québec : 29 octobre 2013 sur V
- Belgique : 15 décembre 2013 sur La Deux
- France : 2 mai 2014 sur NT1

- États-Unis : 7,34 millions de téléspectateurs[20] (première diffusion)
- France : 500 000 téléspectateurs[18] (première diffusion)

L'épisode commence par un flashforward où Charlie est prisonnière de trois hommes dont l'un se prépare à lui marquer au fer rouge le symbole de la Milice sur le bras.

### Épisode 8:Le Dernier Pont
- États-Unis /  Canada : 12 novembre 2012 sur NBC / Citytv
- Québec : 5 novembre 2013 sur V
- Belgique : 15 décembre 2013 sur La Deux
- France : 9 mai 2014 sur NT1

- États-Unis : 7,1 millions de téléspectateurs[21] (première diffusion)
- Canada : 635 000 téléspectateurs[22] (première diffusion)
- France : 540 000 téléspectateurs[23] (première diffusion)

### Épisode 9:Le Bout du tunnel
- États-Unis /  Canada : 19 novembre 2012 sur NBC / Citytv
- Québec : 12 novembre 2013 sur V
- Belgique : 22 décembre 2013 sur La Deux
- France : 9 mai 2014 sur NT1

- États-Unis : 7,02 millions de téléspectateurs[24] (première diffusion)
- France : 500 000 téléspectateurs[23] (première diffusion)

- Reed Diamond (sergent Joseph Wheatley)

### Épisode 10:Derrière les lignes ennemies
- États-Unis /  Canada : 26 novembre 2012 sur NBC / Citytv
- Québec : 19 novembre 2013 sur V
- Belgique : 22 décembre 2013 sur La Deux
- France : 9 mai 2014 sur NT1

- États-Unis : 8,54 millions de téléspectateurs[25] (première diffusion)
- France : 450 000 téléspectateurs[23] (première diffusion)

- David Meunier (sergent Will Strausser)
- Mark Pellegrino (Jeremy Baker)
- Glynn Turman (Major David Kipling)
- Kim Raver (Julia Neville)

- Dernier épisode avant la pause hivernale.

### Épisode 11:Combat inégal
- États-Unis /  Canada : 25 mars 2013 sur NBC / City
- Québec : 26 novembre 2013 sur V
- Belgique : 29 décembre 2013 sur La Deux
- France : 16 mai 2014 sur NT1

- États-Unis : 7,03 millions de téléspectateurs[26] (première diffusion)
- Canada : 620 000 téléspectateurs[22]
- France : 510 000 téléspectateurs[27] (première diffusion)

### Épisode 12:Vieilles Connaissances
- États-Unis /  Canada : 1er avril 2013 sur NBC / City
- Québec : 3 décembre 2013 sur V[28]
- Belgique : 29 décembre 2013 sur La Deux
- France : 16 mai 2014 sur NT1

- États-Unis : 6,36 millions de téléspectateurs[29] (première diffusion)
- France : 540 000 téléspectateurs[27] (première diffusion)

- Malik Yoba (Jim Hudson)

### Épisode 13:L'Interrogatoire
- États-Unis /  Canada : 8 avril 2013 sur NBC / City
- Belgique : 5 janvier 2014 sur La Deux
- Québec : 24 janvier 2014 sur V[30]
- France : 23 mai 2014 sur NT1

- États-Unis : 6,07 millions de téléspectateurs[31] (première diffusion)

- France : 520 000 téléspectateurs[32] (première diffusion)

### Épisode 14:Les Lumières d'Atlanta
- États-Unis /  Canada : 22 avril 2013 sur NBC / City
- Belgique : 5 janvier 2014 sur La Deux
- Québec : 31 janvier 2014 sur V
- France : 23 mai 2014 sur NT1

- États-Unis : 5,88 millions de téléspectateurs[33] (première diffusion)
- France : 530 000 téléspectateurs[32] (première diffusion)

- Kate Burton : Dr. Jane Warren
- Dayo Okeniyi : Alec Penner

- À la suite des attentats du marathon de Boston survenus le 15 avril, NBC a repoussé la diffusion d'une semaine afin de couvrir les événements[34].

### Épisode 15:Retour au bercail
- États-Unis /  Canada : 29 avril 2013 sur NBC / City
- Belgique : 5 janvier 2014 sur La Deux
- Québec : 7 février 2014 sur V
- France : 30 mai 2014 sur NT1

- États-Unis : 5,49 millions de téléspectateurs[35] (première diffusion)
- France : 400 000 téléspectateurs[36] (première diffusion)

- Annie Wersching (Emma)

### Épisode 16:Un dangereux allié
- États-Unis /  Canada : 6 mai 2013 sur NBC / City
- Belgique : 12 janvier 2014 sur La Deux
- Québec : 14 février 2014 sur V
- France : 30 mai 2014 sur NT1

- États-Unis : 6,06 millions de téléspectateurs[37] (première diffusion)
- France : 410 000 téléspectateurs[36] (première diffusion)

- Timothy Busfield (Dr Stephen Camp)

### Épisode 17:Retraites stratégiques
- États-Unis /  Canada : 13 mai 2013 sur NBC / City
- Belgique : 12 janvier 2014 sur La Deux
- Québec : 21 février 2014 sur V
- France : 6 juin 2014 sur NT1

- États-Unis : 5,51 millions de téléspectateurs[38] (première diffusion)
- France : 414 000 téléspectateurs[39] (première diffusion)

- Leslie Hope : Kelly Foster, présidente de la Fédération de Georgie

### Épisode 18:Le Traître
- États-Unis /  Canada : 20 mai 2013 sur NBC / City
- Belgique : 12 janvier 2014 sur La Deux
- Québec : 28 février 2014 sur V
- France : 6 juin 2014 sur NT1

- États-Unis : 5,64 millions de téléspectateurs[40] (première diffusion)
- France : 414 000 téléspectateurs[39] (première diffusion)

- Malik Yoba : Jim Hudson
- Leland Orser : John Sanborn
- Patrick Saint-Esprit : Ramsey

### Épisode 19:Les Gardiens
- États-Unis /  Canada : 27 mai 2013 sur NBC / City
- Belgique : 19 janvier 2014 sur La Deux
- Québec : 7 mars 2014 sur V
- France : 13 juin 2014 sur NT1

- États-Unis : 6,32 millions de téléspectateurs[41] (première diffusion)
- France : 365 000 téléspectateurs[42] (première diffusion)

- Maria Howell : Grace Beaumont
- Omid Abtahi : Capitaine Riley
- Ramon Fernandez : Major Franklin
- Glenn Morshower : Dan Jenkins

### Épisode 20:La Tour sombre
- États-Unis /  Canada : 3 juin 2013 sur NBC / City
- Belgique : 19 janvier 2014 sur La Deux
- Québec : 14 mars 2014 sur V
- France : 13 juin 2014 sur NT1

- États-Unis : 6,17 millions de téléspectateurs[43] (première diffusion)
- France : 400 000 téléspectateurs[42] (première diffusion)